# ストロングシェル
ストロングシェル（STRONG SHELL）は、タイトーのコンピューターゲーム『ダライアス』に登場する架空の宇宙戦艦。ここでは他のウミガメ型戦艦や、爬虫類モチーフのボスも記載。

## 特徴
ウミガメがモデルの戦艦で、カメの特徴である甲羅に砲台を備えている。更に本来のウミガメには生活環境から出来なくなった、甲羅の中への頭の出し入れも出来る機能を持つ。
最終ゾーンＶとV'に登場する。色は茶と黄色。
撃破した際のエンディングは他のルートとは異なり二人同時プレイで両者が生存してクリアした場合、二人同時プレイ時専用のエンディングが流れるようになっている。

## 能力
5方向に赤色弾を撃つ砲塔を持ち、そこから弾を発射。口からはホーミングミサイルを撃つ。頭部が弱点。
首を出し入れ出来るために、首を引っ込めている間にはダメージを与えることができない。
前脚鰭と、その周囲に付くパイプに加え、砲台は破壊可能。砲台から発射される弾幕は激しいが、レーザーやウェーブで攻撃すると、砲台を破壊され、攻撃不能となってしまう。その為、砲塔を潰されると、攻撃手段が口からのホーミングミサイルのみになり、一気に最弱クラスのボスになってしまう。
更にアーケード版の旧バージョンと新バージョンでは、実体化して当たり判定が現れてから攻撃が開始されるまでの時間が長めであり、その間に弱点の頭部に密着して強化したミサイルとボムを連射すると攻撃が開始される前に速攻撃破できる攻略法(通称「2秒パターン」)も存在するため、最終面ではもっとも弱いボスとされている。
エキストラバージョンでは攻撃内容そのものには変化はないが、実体化して当たり判定出現と同時に攻撃が開始されるようになり、前述の速攻撃破するパターンが使えなくなっている。

## 登場作品

### ダライアスII
ダライアスIIでは、5面のK、L、M、N、Oゾーンに中ボスとして登場する。
攻撃方法は甲羅にある砲台から発射されるホーミングミサイルと口から発射される自機狙いの5方向弾の2つ。
出現時の攻撃パターンはランダムで大抵はホーミングミサイルを連射してくるが、稀に5方向弾を撃ってきたり、逆に何も撃ってこない場合もある。
7面のV'、Y、Zゾーンでも他の中ボス達と同様に再登場するが、攻撃パターンは5面で登場した時と同じとなっている。
アーケード版では頭を引っ込んでる間でも接近して撃ち込むと、画面上ではダメージエフェクトこそないものの、内部ではダメージが蓄積されており、再び頭を出した際に蓄積したダメージが一気に入るようになっている。ただし、頭を引っ込んでいる間は撃ち込みで耐久値が0になっても倒すことは出来ない。頭を引っ込んでいる間に耐久値が0になった場合、頭を出し始めたと同時に頭を出すアニメが省略され、いきなり爆発四散する。
メガドライブ版とPCエンジン版『スーパーダライアスII』でも中ボスで登場。こちらは甲羅に頭を引っ込めている時はダメージを与えられない。

### スーパーダライアス
家庭用移植版の1作目にも登場する。但し、業務用と違って、頭の出し入れが出来なくなっている。

### サーガイア
ゲームボーイ版では、3ステージボスとして登場。
業務用と事なり、頭の出し入れは出来ず、頭部からレーザー、腹部からはホーミングミサイルを撃つという攻撃方法になっている。砲台は破壊可能。
4ステージ中ボスでは、破壊可能な球状弾で周囲を囲む。なお、BGMはファッティグラトンの「BOSS４」が使われている。

### ダライアス外伝
『ダライアス外伝』では、Jゾーン背景としてのみ登場する。

また、『バブルシンフォニー』では、キラーヒジアと共にザコキャラで登場している。

## 他のウミガメ型戦艦
シリーズでは、他にウミガメ型戦艦フルメタルシェル（FULLMETAL SHELL）と、ヘビーアームズシェル（HEAVYARMS SHELL）、エンシェントバラージ（ANCIENT BARRAGE）等が登場する。

### フルメタルシェル　（FULLMETAL SHELL）
スーパーファミコンの『ダライアスツイン』に登場する。口先が嘴状で、タイマイモチーフ。
本体の上下から破壊すると高得点の小ガメ型攻撃艇を飛ばしてくる。首を伸ばすと、上下に6連レーザーを撃つ。口からは5方向弾を撃つ。
砲塔を破壊できない分、攻撃力は減退しない。

### ヘビーアームズシェル （HEAVYARMS SHELL）
『Gダライアス』の最終面μに登場する。コードネームはオサガメ。
本来オサガメには出来ない首を出し入れできる機能に加え、尾からのスクリューレーザー、足先からはショートレーザーとロングレーザーを撃つ。
”重武装殻”という名を表すように、大型砲台を備えた背部甲羅は、小ガメ弾、機雷、ナパーム弾、フェザー弾、スプレイガン、レーザー球、βビームを発射する。腹面からはサーチレーザーとスパークレーザーを放出する。
砲塔は破壊可能だが、攻撃力は減退せず、すぐに再生するのに加えて、前述の首を出し入れできる機能により、ビーム合戦に勝利してカウンターが取れてもまとまったダメージを与えにくい為、シリーズ最強のシェルである。カラーは上Wがストロングシェルと同じだが、下Xでは青色。

### エンシェントバラージ（ANCIENT BARRAGE）
『ダライアスバースト アナザークロニクル』に登場する、フルメタルシェルと同じタイマイモチーフの大型戦艦。本体のカラーリングは緑色。
これまでの戦艦と違い、甲羅がリクガメのように高い。鰭からウェーブ弾を3方向に放ち、甲羅からニードル弾とホーミングレーザーを、甲羅縁からバーストビームを撃つ。更にシルバーホークの攻撃を遮断、吸収し3方向のカウンタービーム放射攻撃もするバリアフィールドを張ることが出来る。特に画面下を往復しながら2種類のレーザーを放射する戦法は当戦艦を代表する攻撃のひとつである。更に戦闘が長引くと画面外へ逃げる際に本体から時間経過で大爆発を起こす卵形の大型爆弾を連続で投下する事もある。
また、同型亜種のスラッシュシェル(SLASH SHELL)も存在する。本体のカラーリングはストロングシェルと同じ茶色で、ウェーブ弾を3方向に撃つ攻撃が甲羅後部に搭載された砲台から水色のサンダーレーザーと赤色のレーザーを連射する攻撃に変化している。オリジナルEXモードではYゾーンに登場し、耐久度がクロニクルモードで登場した時よりも低下している他の亜種戦艦とは異なり、この戦艦のみ逆に耐久度が増加されている。
なお、原種のエンシェントバラージ、亜種のスラッシュシェル共にウミガメ型戦艦の特徴である首の出し入れは行われず、首が常に出たままとなっている。

## 爬虫類型戦艦
本艦のような爬虫類モチーフの戦艦として、現生動物と絶滅動物の両方のモデルが登場する。
尚、『ダライアスバースト』にはヘビーマフラーというエラブウミヘビモチーフの中ボスが登場する。この中ボスは自機を囲い、締め付けようとしてくる。

### ステルサー（STEALTHER）
スーパーファミコンの『ダライアスフォース』に登場するカメレオン型のボスで、J、Kゾーンに出現。
名前通りカメレオンの特性として、背景に溶け込んで、ローリングレーザーを撃ってくる。背部からJが爆裂弾、Kが破裂弾を撃ってくる。色はJが緑で、Kが黄。
カメレオンの最大の特徴である舌を伸ばしてきて、この舌に触れてもミスになることはないものの、自機が膜に包まれて、動きが取りにくくなるが、すぐに振り払うことが出来る。頭部から3連レーザーを撃つ。背景に溶け込んである間にはダメージを与えることはできない。

### ザンディックII（ZANDICKII）
ダライアスフォース最終ステージLゾーンボスとして登場するエラスモサウルス型戦艦。
長い首を振り下ろして背景の洞窟を打ち砕いて岩を撒き散らす。背部から爆裂弾を放ち、口から炎を吐く。背部からはレーザーも撃ってくる。
『サイバリオン』に登場するボスザンディックと同じ首長竜モチーフで、ネーミングから、その二代目と解釈できる。
登場はしないものの『ダライアスツイン』のパッケージにも描かれている。

### メガロプロス（MEGALOPROS）
ダライアスフォース最終ステージNゾーンに現れるプテラノドンモチーフのボス。
常に右上を向いた変わったスタイルで、主翼砲台からのレーザーに、胸部からホーミングミサイル、主翼下のバーナー、爆裂弾と破裂弾に、口からのサンダーレーザーや体当たりで攻撃を加えてくる。
耐久力も高く、同ゲーム内のボスとしては最強クラス。翼竜型ボスということで、サイバリオンに登場するケプロスと共通点がある。